# خنپ‌هوک
خنپ‌هوک (به هلندی: Gnephoek) یک منطقهٔ مسکونی در هلند است که در آلفن آن درین واقع شده‌است. خنپ‌هوک ۲۴۰ نفر جمعیت دارد.